# Avril-sur-Loire
Avril-sur-Loire é uma comuna francesa na região administrativa de Borgonha-Franco-Condado, no departamento Nièvre. Estende-se por uma área de 26,11 km². Em 2010 a comuna tinha 264 habitantes (densidade: 10,1 hab./km²).